# Championnats d'Asie d'athlétisme 1989
Navigation
Les 8e Championnats d'Asie d'athlétisme se sont déroulés à New Delhi, en Inde du 14 au 19 novembre 1989. 

## Résultats

### Hommes
| Event | Or                                           | Or             | Argent                                   | Argent         | Bronze                        | Bronze         |
| --- | -------------------------------------------- | -------------- | ---------------------------------------- | -------------- | ----------------------------- | -------------- |
| 100 m | Zheng Chen Chine                             | 10 s 35        | Li Tao Chine                             | 10 s 42        | Takayuki Nakamichi Japon      | 10 s 48        |
| 200 m | Yoshiyuki Okuyama Japon                      | 20 s 80        | Khalid Jouma Ibrahim Bahreïn             | 21 s 07        | Cai Jianming Chine            | 21 s 18        |
| 400 m | Ibrahim Ismail Muftah Qatar                  | 45 s 6         | Mohammed Al-Malki Oman                   | 45 s 62        | Zhao Cunlin Chine             | 46 s 68        |
| 800 m | Faramarz Roustaeifar Iran                    | 1 min 51 s 36  | Yoshikazu Tachi Japon                    | 1 min 51 s 42  | Vijaya Kumaran Inde           | 1 min 51 s 85  |
| 1500 m | Bahadur Prasad Inde                          | 3 min 45 s 77  | Ram Niwas Inde                           | 3 min 46 s 53  | Mohamed Suleiman Qatar        | 3 min 47 s 95  |
| 5000 m | Zhang Guowei Chine                           | 13 min 52 s 37 | Bahadur Prasad Inde                      | 13 min 58 s 93 | Ryu Ok-Hyon Corée du Nord     | 14 min 02 s 39 |
| 10 000 m | Ryu Ok-Hyon Corée du Nord                    | 29 min 07 s 93 | Zhang Guowei (fond) Chine                | 29 min 14 s 01 | Muhammad Mousa Pakistan       | 29 min 18 s 78 |
| 3 000 m steeple | Deena Ram Inde                               | 8 min 48 s 46  | Mohammed Barak Al-Dosari Arabie saoudite | 8 min 48 s 77  | Mohamed Suleiman Qatar        | 8 min 49 s 35  |
| 110 m haies | Yu Zhicheng Chine                            | 14 s 18        | Nagi Ghazi Iraq                          | 14 s 20        | Osamu Matsue Japon            | 14 s 36        |
| 400 m haies | Hwang Hong-Chul Corée du Sud                 | 50 s 29        | Takashi Kiyokawa Japon                   | 50 s 94        | Suleiman Houielah Syrie       | 51 s 26        |
| 20 km marche | Hirofumi Sakai Japon                         | 1 h 33 min 41  | Chen Helin Chine                         | 1 h 34 min 19  | Baldev Singh Inde             | 1 h 35 min 52  |
| 4 × 100 m | Chine Li Tao Cai Jianming Li Feng Zheng Chen | 39 s 28        | Japon                                    | 39 s 64        | Qatar                         | 39 s 89        |
| 4 × 400 m | Japon                                        | 3 min 07 s 20  | Inde                                     | 3 min 07 s 22  | Malaisie                      | 3 min 11 s 08  |
| Saut en hauteur | Cho Hyun-wook Corée du Sud                   | 2,19 m         | Liu Yunpeng Chine                        | 2,17 m         | Abdullah Al-Sheib Qatar       | 2,14 m         |
| Saut à la perche | Liang Xueren Chine                           | 5,40 m         | Huang Weiping Chine                      | 5,20 m         | Guu Jin-Shoei Taïpei chinois  | 5,20 m         |
| Saut en longueur | Nai Hui-Fang Taïpei chinois                  | w 8,07 m       | Chen Zunrong Chine                       | 7,88 m         | Kim Won-Jin Corée du Sud      | 7,83 m         |
| Triple saut | Chen Yanping Chine                           | 16,95 m        | Du Benzhong Chine                        | 16,68 m        | Nai Hui-Fang Taïpei chinois   | 16,65 m        |
| Lancer du poids | Balwinder Singh Inde                         | 18,16 m        | Khalid Salman Al-Khalidi Arabie saoudite | 17,76 m        | Shirappa D. Eashan Inde       | 17,71 m        |
| Lancer du disque | Zhang Jinglong Chine                         | 57,12 m        | Hu Tao Chine                             | 56,02 m        | Shakti Singh Inde             | 55,60 m        |
| Lancer du marteau | Bi Zhong Chine                               | 68,94 m        | Nobuhiro Todoroki Japon                  | 66,04 m        | Xie Yingqi Chine              | 65,72 m        |
| Lancer du javelot | Wang Wenzhong Chine                          | 76,38 m        | Ghanem Mabrouk Zaid Johar Koweït         | 72,38 m        | Wang Yao-Tsung Taïpei chinois | 71,94 m        |
| Décathlon | Lee Fu-An Taïpei chinois                     | 7703 pts       | Gong Guohua Chine                        | 7649 pts       | Peng Huang-Shu Taïpei chinois | 7119 pts       |
| Records et Performances - AR : Record continental (area record) - CR : Record des championnats (championship record) - MR : Record du meeting (meet record) - NR : Record national (national record) - OR : Record olympique (olympic record) - PR : Record paralympique (paralympic record) - PB : Record personnel (personal best) - SB : Meilleure performance personnelle de la saison (season's best) - WL : Meilleure performance mondiale de l'année (world leader) - WJR : Record du monde junior (world junior record) - WR : Record du monde (world record) Circonstances et Conditions - DNF : N'a pas terminé (did not finish) - DNS : N'a pas pris le départ (did not start) - DQ : Disqualification (disqualification) - NM : Aucun essai valable enregistré (No Mark) - Q : Qualifié « directement » au prochain tour (ou à la prochaine compétition), lors d'une compétition majeure, grâce au classement ou à la réalisation des minima (automatic qualifier) - q : Qualifié au prochain tour (ou à la prochaine compétition), lors d'une compétition majeure, grâce au repêchage ou à la réalisation de l'une des meilleures performances parmi celles des « non qualifiés directement » (grâce au meilleur temps ou à la meilleure distance par exemple) (secondary qualifier) |                                              |                |                                          |                |                               |                |

### Femmes
| Event | Or                     | Or             | Argent                     | Argent         | Bronze                             | Bronze         |
| --- | ---------------------- | -------------- | -------------------------- | -------------- | ---------------------------------- | -------------- |
| 100 m | Zhang Caihua Chine     | 11 s 65        | P.T. Usha Inde             | 11 s 74        | Wang Huei-Chen Taïpei chinois      | 11 s 84        |
| 200 m | P.T. Usha Inde         | 23 s 27        | Ashwini Nachappa Inde      | 23 s 54        | Zhang Xiaoqiong Chine              | 23 s 88        |
| 400 m | P.T. Usha Inde         | 51 s 90        | Shiny Abraham Inde         | 52 s 40        | Josephine Mary Singarayar Malaisie | 52 s 65        |
| 800 m | Shiny Abraham Inde     | 2 min 04 s 76  | Rosa Kutty Inde            | 2 min 07 s 75  | Haruko Hashimoto Japon             | 2 min 09 s 78  |
| 1500 m | Khin Khin Htwe Myanmar | 4 min 21 s 06  | Kim Chun-Mae Corée du Nord | 4 min 23 s 75  | Feng Yanbo Chine                   | 4 min 23 s 86  |
| 3000 m | Zhong Huandi Chine     | 9 min 05 s 20  | Kim Chun-Mae Corée du Nord | 9 min 11 s 55  | Khin Khin Htwe Myanmar             | 9 min 22 s 80  |
| 10 000 m | Zhong Huandi Chine     | 32 min 25 s 57 | Mun Gyong-Ae Corée du Nord | 33 min 23 s 91 | Paek Do-Jong Corée du Nord         | 34 min 00 s 38 |
| 100 m haies | Liu Huajin Chine       | 13 s 30        | Feng Yinghua Chine         | 13 s 54        | Naomi Jojima Japon                 | 13 s 97        |
| 400 m haies | P.T. Usha Inde         | 56 s 14        | Chen Yuying Chine          | 56 s 24        | Chen Dongmei Chine                 | 57 s 46        |
| 10 km marche | Chen Yueling Chine     | 48 min 59 s 86 | Kavita Garari Inde         | 50 min 30 s 90 | Ma Kyin Lwan Myanmar               | 50 min 32 s 92 |
| 4 × 100 m | Chine                  | 44 s 84        | Inde                       | 44 s 87        | Thaïlande                          | 45 s 58        |
| 4 × 400 m | Inde                   | 3 min 32 s 95  | Chine                      | 3 min 37 s 13  | Japon                              | 3 min 45 s 18  |
| Saut en hauteur | Jin Ling Chine         | 1,89 m         | Kim Hee-Sun Corée du Sud   | 1,87 m         | Su Cun-Yueh Taïpei chinois         | 1,81 m         |
| Saut en longueur | Liu Shuzhen Chine      | 6,36 m         | Elma Muros Philippines     | 6,17 m         | Reeth Abraham Inde                 | 6,15 m         |
| Lancer du poids | Huang Zhihong Chine    | 19,69 m        | Sui Xinmei Chine           | 19,29 m        | Chong Chun-Hwa Corée du Nord       | 14,53 m        |
| Lancer du disque | Yu Hourun Chine        | 61,92 m        | Ikuko Kitamori Japon       | 51,78 m        | Pak In-Ok Corée du Nord            | 47,12 m        |
| Lancer du javelot | Xin Xiaoli Chine       | 58,30 m        | Xu Demei Chine             | 57,32 m        | Emi Matsui Japon                   | 55,30 m        |
| Heptathlon | Dong Yuping Chine      | 6042 pts       | Ma Miaolan Chine           | 6021 pts       | Ma Chun-Ping Taïpei chinois        | 5149 pts       |
| Records et Performances - AR : Record continental (area record) - CR : Record des championnats (championship record) - MR : Record du meeting (meet record) - NR : Record national (national record) - OR : Record olympique (olympic record) - PR : Record paralympique (paralympic record) - PB : Record personnel (personal best) - SB : Meilleure performance personnelle de la saison (season's best) - WL : Meilleure performance mondiale de l'année (world leader) - WJR : Record du monde junior (world junior record) - WR : Record du monde (world record) Circonstances et Conditions - DNF : N'a pas terminé (did not finish) - DNS : N'a pas pris le départ (did not start) - DQ : Disqualification (disqualification) - NM : Aucun essai valable enregistré (No Mark) - Q : Qualifié « directement » au prochain tour (ou à la prochaine compétition), lors d'une compétition majeure, grâce au classement ou à la réalisation des minima (automatic qualifier) - q : Qualifié au prochain tour (ou à la prochaine compétition), lors d'une compétition majeure, grâce au repêchage ou à la réalisation de l'une des meilleures performances parmi celles des « non qualifiés directement » (grâce au meilleur temps ou à la meilleure distance par exemple) (secondary qualifier) |                        |                |                            |                |                                    |                |

## Tableau des médailles
| Rang | Nation          | Or | Argent | Bronze | Total |
| ---- | --------------- | -- | ------ | ------ | ----- |
| 1    | Chine           | 21 | 15     | 6      | 42    |
| 2    | Inde            | 8  | 9      | 5      | 22    |
| 3    | Japon           | 3  | 5      | 6      | 14    |
| 4    | Corée du Sud    | 2  | 1      | 1      | 4     |
| 5    | Taïpei chinois  | 2  | 0      | 7      | 9     |
| 6    | Corée du Nord   | 1  | 3      | 4      | 8     |
| 7    | Qatar           | 1  | 0      | 4      | 5     |
| 8    | Myanmar         | 1  | 0      | 2      | 3     |
| 9    | Iran            | 1  | 0      | 0      | 1     |
| 10   | Arabie saoudite | 0  | 2      | 0      | 2     |
| 11   | Philippines     | 0  | 1      | 0      | 1     |
| 11   | Iraq            | 0  | 1      | 0      | 1     |
| 11   | Oman            | 0  | 1      | 0      | 1     |
| 11   | Koweït          | 0  | 1      | 0      | 1     |
| 11   | Bahreïn         | 0  | 1      | 0      | 1     |
| 16   | Malaisie        | 0  | 0      | 2      | 2     |
| 17   | Syrie           | 0  | 0      | 1      | 1     |
| 17   | Pakistan        | 0  | 0      | 1      | 1     |
| 17   | Thaïlande       | 0  | 0      | 1      | 1     |